# Die Zürcher Verlobung
Die Zürcher Verlobung ist ein deutscher Spielfilm aus dem Jahr 1957 von Helmut Käutner nach dem gleichnamigen Roman von Barbara Noack mit Liselotte Pulver, Paul Hubschmid und Bernhard Wicki in den Hauptrollen.

## Handlung
Die Schriftstellerin Juliane „Julchen“ Thomas sucht nach einem Streit mit ihrem Freund Jürgen Abstand und Trost bei ihrem Onkel Julius in Berlin. In dessen Zahnarztpraxis erscheint ein rüpeliger Notfallpatient mit dem Spitznamen „Büffel“. Begleitet wird er von seinem Freund, dem charmanten Zürcher Arzt Jean Berner, in den sich Julchen auf der Stelle verliebt. Als Juliane wenig später ein Drehbuch bei einer Filmproduktion vorstellt, in dem sie genau diese Geschichte erzählt, trifft sie dort auf „Büffel“, der eigentlich Paul Frank heißt und bei der Verfilmung ihres Buches Regie führen soll.
„Büffel“ scheint Gefallen an „Julchen“ zu finden. Er durchschaut ihre Ankündigung, sich zum bevorstehenden Weihnachtsfest in Zürich verloben zu wollen, als Schwindel. Er bietet ihr aber an, sie zu dieser Gelegenheit bis Zürich im Auto mitzunehmen, da er mit seinem Sohn „Pips“ über Silvester nach St. Moritz reise. In der Hoffnung, dort Jean wiederzutreffen, sagt Juliane zu. Um in Zürich nicht aussteigen zu müssen, erfindet sie während der Fahrt die Geschichte, ihre Verlobung mit einem „Herrn Uri“ müsse verschoben werden, da der Vater des künftigen Bräutigams unerwartet verstorben sei. In St. Moritz freundet sich Juliane mit „Pips“ an und auch Jean kommt hinzu. „Büffel“, der sich heimlich über ihre erfundenen Geschichten amüsiert, verpflichtet einen arbeitslosen Schauspieler, der sich als der vermeintliche „Herr Uri“ ausgibt, um Juliane hochzunehmen. Jean stellt Juliane seiner konservativen Familie vor, und Juliane merkt bald, dass sie nicht in diese Welt passt und in „Büffel“ verliebt ist. Juliane und Jean trennen sich in Freundschaft, und Jean ermuntert Juliane, sich „Büffel“ zu offenbaren.
Nach weiteren Verwicklungen treffen sich Juliane und „Büffel“ wieder in Hamburg, um den fertigen Film gemeinsam anzuschauen. Es kommt zum Happy End, über das sich auch „Pips“ freut, der nun aus dem Internat nach Hause kommen kann.

## Hintergrund
Der Film wurde vom 27. Dezember 1956 bis zum 28. Februar 1957 in den Real-Film-Studios Hamburg-Wandsbek produziert. Die Außenaufnahmen entstanden in Zürich, Heidelberg (Schlosshof), Hamburg und St. Moritz. Die Uraufführung fand am 16. April 1957 im Kino Weltspiele, Hannover statt.
Ein Insider-Gag ist, dass sowohl Liselotte Pulver (aus Bern) und der Regisseur (damals nur als Filmrolle) Bernhard Wicki Schweizer Staatsbürger waren, die Deutsche aus Hamburg und Berlin spielten. Paul Hubschmid, der einen Schweizer Arzt spielt, war ebenfalls Schweizer.
In Nebenrollen zu sehen sind u. a. Werner Finck als Onkel Julius, Wolfgang Lukschy als Exfreund Jürgen, Sonja Ziemann als Hauptdarstellerin in dem nach Julchens Drehbuch entstehenden Film, Rudolf Platte als Julchens „Zürcher Verlobter“ und Roland Kaiser als „Pips“, „Büffels“ aufgeweckter Sohn.
Helmut Käutner hat einen Cameo-Auftritt als Journalist mit dem Text: „Ich weiß nicht. Ich finde es nicht richtig, wenn Regisseure in ihren eigenen Filmen mitspielen.“
In einem Remake des Films für das Fernsehen (Die Zürcher Verlobung – Drehbuch zur Liebe), gesendet am 14. Dezember 2007 in der ARD, hatte Lilo Pulver einen Cameo-Auftritt in der Schlussszene als sie selbst.

## Kritiken
- Lexikon des internationalen Films: Charmante Komödie mit vergnüglichen Seitenhieben auf die deutsche Filmbranche und voller augenzwinkernder Ironie.[4]

- Evangelischer Film-Beobachter: Ein Mädchen macht aus ihren zunächst enttäuschenden Herzenserlebnissen eine Filmstory und bietet diese einer Filmfirma an. Ein Regisseur findet nicht nur an dem Stoff Gefallen, so daß es zu Verwicklungen kommt, die dieses Lustspiel mit Geist, Witz und Charme vorträgt.[5]